# سوزی وولشلگر
سوزی وولشلگر (آلمانی: Susie Wollschläger؛ زادهٔ ۵ مه ۱۹۶۵) بازیکن هاکی روی چمن اهل آلمان است.
وی در مسابقات کشوری و بین‌المللی در مجموع برندهٔ ۱ مدال نقره شده‌است.